# Видообразуване
Видообразуване е еволюционен процес, при който се появяват нови биологични видове. Съществуват четири начина на естествено видообразуване в зависимост от степента на географска изолираност на популациите една от друга: алопатрично, перипатрично, парапатрично и симпатрично. Видообразуването може да бъде и изкуствено предизвикано при скотовъдство или лабораторни експерименти. Могат да се посочат наблюдавани примери за всеки един от видовете видообразуване.

## Етапи на видообразуване
Видообразуването се извършва в два етапа.

### Етап I
През него се прекратява потока на гените между популациите на вида. Най-вероятните причини за това са нарушаването на панмиксията (свободното кръстосване) от различни изолационни механизми. Това позволява между тях да се осъществи генетична дивергенция. С нарастването на генетичните различия между популациите първоначално се появяват следзиготни репродуктивни изолиращи механизми, защото различните генофондове вече не са пригодени един към друг и хибридите имат намалена жизненост или плодовитост.
Характеристики на първи етапː
- Репродуктивната изолация се проявява предимно под формата на следзиготни репродуктивни изолиращи механизми.
- Следзиготните репродуктивни изолиращи механизми са страничен продукт на генетичната дивергенция.
- През този етап отборът не подпомага пряко репродуктивната изолация.
- Етапът е обратим.[2]

### Етап II
През II етап завършва процесът на репродуктивна изолация между популациите. 
Характеристики на втори етап:
- Репродуктивната изолация се осъществява под формата на предзиготни репродуктивни изолиращи механизми – екологична изолация, изолация по време, етологична изолация, механична изолация, гаметна изолация.
- Развитието на предзиготни репродуктивни изолиращи механизми се подпомага пряко от отбора.
- Този етап е необратим.[2]

## Естествено видообразуване
В хода на еволюцията, видообразуването се е извършвало по всеки един от описаните начини. Дискусионен обаче остава въпросът за относителното значение за биоразнообразието на всеки един от тези механизми.
Съществува спор за относителния дял, в който видообразуването настъпва през геологичното време. Докато някои еволюционни биолози твърдят, че видообразуването се проявява постоянно във времето, някои палеонтолози като Нилс Елдридж и Стивън Джей Гулд поддържат мнението, че видовете обикновено остават непроменени през дълги отрязъци от време, и че видообразуването настъпва само през относително кратки интервали. Последният възглед е известен като точково равновесие.
Според скоростта си видообразуването се дели на постепенно и внезапно.

### Постепенно видообразуване
Това е основният начин на видообразуване в природата. Характерно е за организмите, които се размножават по полов начин. Осъществява се чрез постепенно натрупване на мутации в генофонда на популациите, в резултат на което между тях настъпва генетична дивергенция. Фенотипната изява на този процес е дивергенцията на белезите. Това видообразуване е разгледано подробно от Дарвин в неговата еволюционна теория. Последователните етапи на тази дивергенцията са:
възникване на разновидност (екологична раса) → географски подвид → нов вид
Постепенното видообразуване бива алопатрично и екологично.

### Внезапно видообразуване
Първият етап при внезапното видообразуване – появата на следзиготни репродуктивни изолиращи механизми, се осъществява много бързо – за едно или няколко поколения. Внезапното видообразуване се осъществява чрез геномни мутации. Тук влизат полиплоидията и „нормалните“ и робертсоновите хромозомни транслокации.

### Алопатрично (географско)[2]видообразуване
При алопатрично видообразуване, популацията се разделя на две изолирани в географско отношение алопатрични популации (например, поради раздробяване на местообитанията вследствие на промяна на релефа като орогенезис или социална промяна емиграция). Вследствие на това, изолираните популации са подложени на генотипни и/или фенотипни диференциации. Диференциациите се получават поради това, че популациите (а) биват подложени на различен по сила отбор или (б) независимо една от друга са подложени на генетичен дрейф. Когато популациите отново влязат в контакт една с друга, те може дотолкова да са еволюирали, че да са се изолирали репродуктивно и да не са повече в състояние да обменят гени.
Видообразуването настъпва в случаите, когато една популация е изолирана от друга. Пътят, по който това става, е свързан с мутации и адаптации в резултат на променените условия на околната среда. Старият вид бива постепенно заменен с нов. Вторият начин на диференциация е свързан със случаите, когато от родителския (изходния) вид произлязат един или повече видове, всеки от които продължи самостоятелно съществуването и развитието си.
Наблюдавани примери
При множество обстоятелства е била наблюдавана тенденцията при островните популации малки и изолирани генетични резервоари да дават начало на необикновени белези. Към тази група се числят островните джуджевидни форми и радикалните генетични промени, настъпили на някои известни архипелага като Комодо и Галапагос. Галапагоският архипелаг е месторождение на теорията за еволюцията от времето на наблюденията на Чарлз Дарвин. Наблюдаваните от Дарвин Галапагоски чинки са може би най-известният пример за алопатрично видообразуване.

### Перипатрично видообразуване
При перипатричното видообразуване, нови видове се формират в изолирани, малки периферни популации, които са възпрепятствани да обменят гени с основната популация. То е свързано с понятието ефект на основаване, понеже често пъти малките популации са подложени на ефекта „гърло на бутилка“. Приема се в много случаи, че генетичният дрейф играе значителна роля при перипатричното видообразуване.
Наблюдавани примери
- австралийската птица Petroica multicolor

- репродуктивна изолация настъпва в популации на видовете насекоми от род дрозофила, подложени на ефекта „гърло на бутилка“.

### Парапатрично видообразуване
При парапатричното видообразуване, зоните на двете диференциращи се популации са отделни (в някаква степен поради географски прегради), и но се припокриват в някаква степен. Не е изключено индивиди от единия вид да влязат в контакт с индивиди от другия вид и да се кръстосат. Намалената хетерозиготна способност обаче води до отбор по поведение или механизми, които възпрепятстват размножаването между двата вида.
В екологията става въпрос за парапатрично или перипатрично видообразуване във връзка с екологичните ниши. Необходимо е наличието на екологична ниша, за да може да се осъществи успешно видообразуване.
Наблюдавани примери
- Кръгови видове
  - Видовете от род чайка (Larus) могат да се разглеждат като популации на един кръгов вид
  - Земноводното Ensatina salamanders, което образува кръгов вид в Централната калифорнийска долина.
  - Зеленикавия певец (Phylloscopus trochiloides) около Хималаите

### Симпатрично (екологично)[2]видообразуване
При симпатричното видообразуване, видовете се диференцират на едно и също местообитание. Примери за него могат да се дадат при насекоми, които зависят от различните гостоприемници в един и същ ареал.
Полиплоидността е механизъм, който също може да бъде отговорен за симпатрично видообразуване. Не всички полиплоиди са репродуктивно изолирани от техните майчини растения. Поради това увеличаването на броя на хромозомите е възможно да не доведе до напълно преустановяване на миграцията на гени между зараждащите се полиплоиди и техните диплоидни родители.
Наблюдавани примери
Полиплоидността се наблюдава при множество растителни и животински видове:
- пшеница
- растението козя бряда (Tragopogon sp.)
- риби от сем. Cichlidae, срещащи се в езерата Виктория, Танганика и Малави
- африканската жаба Xenopus laevis

Хибридизацията между два различни вида води понякога до отделен фенотип. Този фенотип може да бъде по-приспособен от родителските видове, от които произхожда, поради което да бъде благоприятстван от естествения отбор. В крайна сметка, ако се осъществи репродуктивна изолация, може да се стигне до образуването на нов вид. Репродуктивна изолация между хибриди и техните родители е особено трудно осъществима, поради което хибридното видообразуване се счита за изключително рядко събитие.

## Изкуствено видообразуване
Нови видове могат да бъдат създавани чрез опитомени животни в животновъдството. Малко се знае за първите опити и първите видове, получени по този начин. Домашната овца например е създадена чрез хибридизация и вече не може да даде жизнено поколение при кръстосване с муфлона (Ovis orientalis) – видът, от който тя прозлиза.  От друга страна, домашното говедо може да се счита за един и същ вид заедно с различни свои диви разновидности като зебуто, гаура, яка и др., понеже лесно се получава потомство между тях.
Най-добре документираното създаване на нов вид в лабораторни условия е било осъществено в края на 80-те години на 20 век. Уилиям Райс и Дж. В. Солт правят опити с размножаване на плодовата мушица Drosophila melanogaster с използване на лабиринт с три възможни изхода от вида на светъл/тъмен или влажен/сух. Всяко поколение е поставяно в лабиринта и групите мушици, които излизат от два от осемте изхода, биват отделяни и оставяни отново да се размножават помежду си. След тридесет и пет поколения, двете групи и техните потомства вече не са били в състояние да се размножават помежду си, дори ако това е единствената им възможност за размножаване. 
Диана Дод на свой ред успява да демонстрира алопатрично видообразуване чрез репродуктивна изолация при плодовата мушица Drosophila pseudoobscura само след осем поколения и с използването на различен вид храна – нишесте и малтоза. Експериментът на Дод бива потвърден с лекота при повторни опити с други видове плодни мушици и храни. 